# Brussels Jazz Orchestra

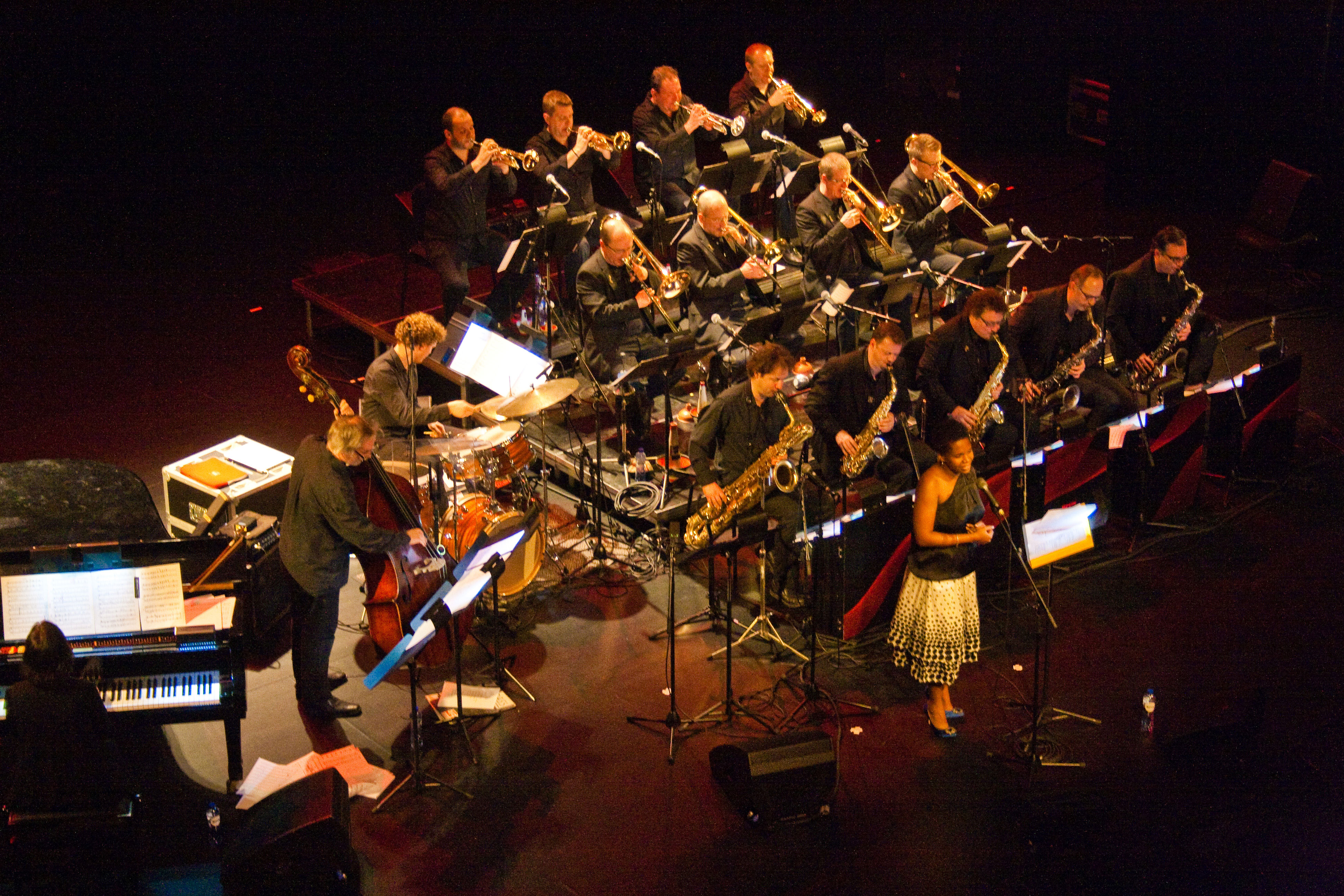
Concert 'New York, City of Jazz' door het Brussels Jazz Orchestra met Tutu Puoane, in Heist-op-den-Berg in 2014.

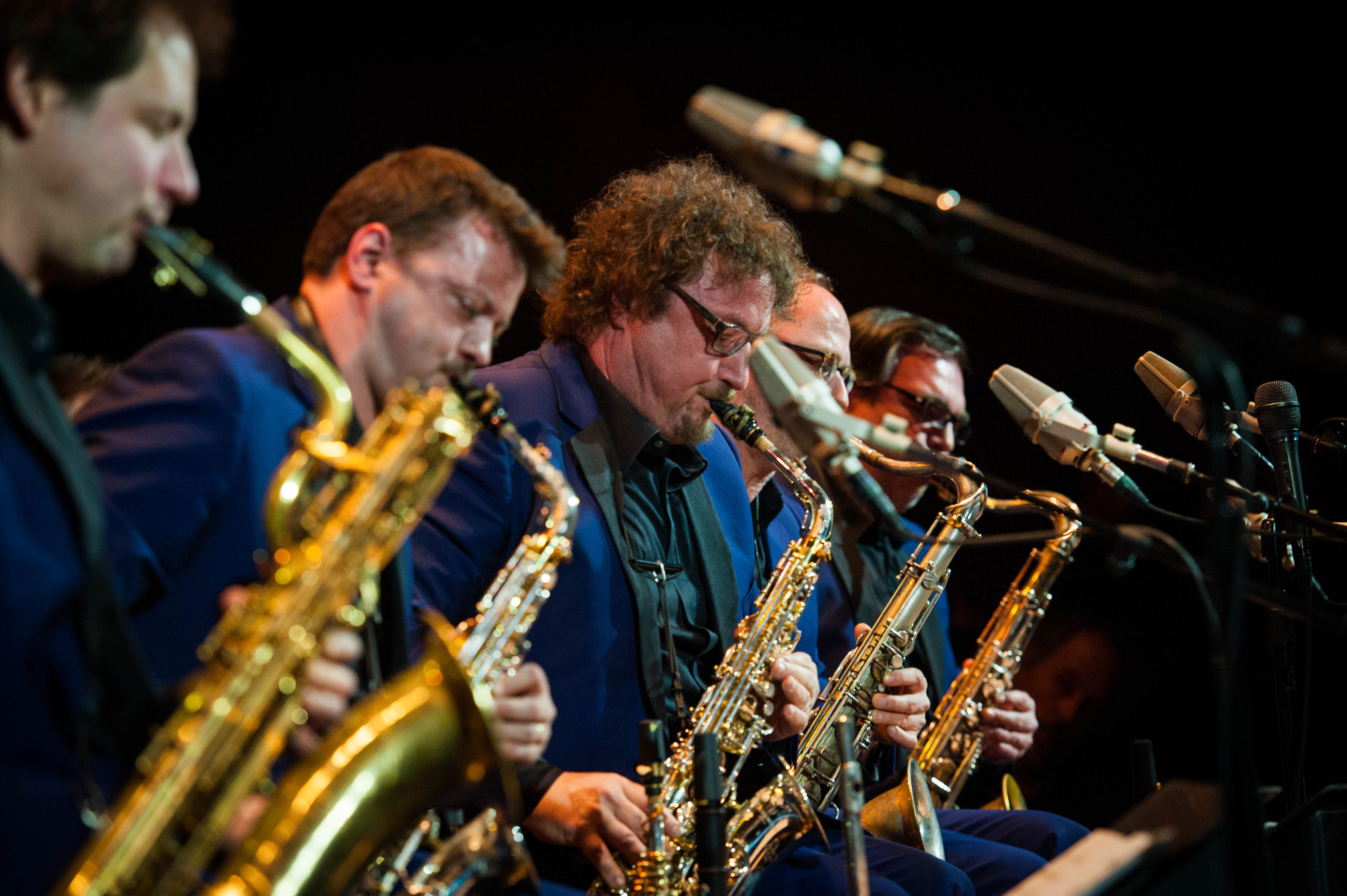
20 maart 2015, New York. Brussels Jazz Orchestra speelt in Dizzy’s Club Coca-Cola in Jazz in Lincoln Center. Foto Rene Clement

Brussels Jazz Orchestra (BJO) is een groot jazzensemble met big band line up dat in 1993 door Frank Vaganée, Serge Plume, Bo Van der Werf en Marc Godfroid opgericht werd.
BJO houdt van cross-over met andere genres en samenwerking met uitmuntende solisten. Grote namen als Joe Lovano (US), Maria Schneider (US), Kenny Werner (US), Dave Liebman (US), Dave Douglas (US), Gianluigi Trovesi (IT), McCoy Tyner (US), Maria João (PT), Kenny Wheeler (GB), Lee Konitz (US), Perico Sambeat (E), Enrico Pieranunzi (IT), en vele andere werkten reeds samen met BJO. Ook Belgische jazzgrootheden als Philip Catherine, Toots Thielemans, Michel Herr, Bert Joris e.a. maakten al producties met het Brussels Jazz Orchestra. Brussels Jazz Orchestra viert in 2023 zijn 30e verjaardag. Artistiek directeur Frank Vaganée staat aan het roer.

## Prijzen
In 2006 werd de band bekroond met de Vlaamse Cultuurprijs voor Muziek. Sindsdien groeide de reputatie van het orkest, zodat het nu wordt gevraagd voor optredens op jazzpodia over de hele wereld, waaronder het Muziekgebouw aan 't IJ en het Concertgebouw in Amsterdam, Jazz à Vienne en het Paris Jazz Festival in Frankrijk, Jazz at Lincoln Center in New York, en vele andere festivals en podia.
In februari 2012 won The Artist de  Oscar voor de Beste Originele Filmmuziek, een compositie van Ludovic Bource. De bigbandmuziek van deze soundtrack werd uitgevoerd door het Brussels Jazz Orchestra. In maart 2012 werd het orkest uitgenodigd door de Blue Note Jazz Club in New York om met Kenny Werner & Chris Potter als "artist in residence" op te treden. Toots Thielemans was tot dan toe de enige Belg die in deze befaamde jazzclub mocht optreden. Eind 2013 werd het album Wild Beauty van Brussels Jazz Orchestra en Joe Lovano (VS) genomineerd voor twee Grammy Awards in de categorieën “Best Large Jazz Ensemble Album” en “Best Instrumental Jazz Arrangement” voor de track “Wild Beauty”. Gil Goldstein (VS) schreef dit arrangement op de compositie van Joe Lovano. In 2015 trok het BJO opnieuw naar de VS voor een reeks concerten in Jazz at Lincoln Center. Het was de eerste keer dat het orkest er optrad met een volledig eigen productie (Graphicology), zonder een Amerikaanse gastcomponist of -solist aan hun zij.

## Bezetting
- Houtblazers
  - Frank Vaganée - altsax, sopraansax, fluit
  - Dieter Limbourg - altsax, sopraansax, klarinet, fluit
  - Kurt Van Herck - tenorsax, sopraansax, klarinet, fluit
  - Bart Defoort - tenorsax, sopraansax, klarinet
  - Joppe Bestevaar - baritonsax, basklarinet

- Trombones
  - Marc Godfroid - trombone
  - Lode Mertens - trombone
  - Ben Fleerakkers / Frederik Heirman - trombone
  - Laurent Hendrick - bastrombone, bastuba

- Trompetten
  - Serge Plume - trompet, flügelhorn
  - Nico Schepers - trompet, flügelhorn
  - Pierre Drevet - trompet, flügelhorn
  - Jeroen Van Malderen - trompet, flügelhorn

- Ritmesectie
  - Nathalie Loriers - piano
  - Bart De Nolf - contrabas
  - Hendrik Braeckman - gitaar
  - Toni Vitacolonna - drums

## Discografie
- Live (1997)
- The September Sessions (1999)
- The Music of Bert Joris (2002)
- Naked in the Cosmos - BJO plays the music of Kenny Werner (2003)
- Meeting Colours feat. Philip Catherine and Bert Joris (2005)
- Countermove (2006)
- Dangerous Liaison met Bert Joris en deFilhamonie (2006)
- Changing Faces - David Linx (2007)
- The music of Michel Herr (2008)
- The 15th anniversary album (2008)
- Ten Years Ago - Richard Galliano & BJO (2008)
- Mama Africa - Tutu Puoane & BJO (2010)
- Signs and Signatures - Brussels Jazz Orchestra + Bert Joris (2010)
- Guided dream - Dave Liebman & Brussels Jazz Orchestra (2011)
- Institute of Higher Learning - Kenny Werner / Brussels Jazz Orchestra (2011)
- A Different Porgy & Another Bess  - David Linx & Maria Joao, Brussels Jazz Orchestra (2012)
- BJO's Finest - Live! (2013)
- Wild Beauty - Sonata Suite for the Brussels Jazz Orchestra featuring Joe Lovano (2013)
- The Music of Enrico Pieranunzi - Enrico Pieranunzi, Bert Joris, Brussels Jazz Orchestra (2015)
- BREL - David Linx & Brussels Jazz Orchestra (2016)
- Two Small Bags, Ten Million Dreams - Artists #withRefugees - Frank Vaganée, Michael De Cock / I Solisti del Vento, Brussels Vocal Project, David Linx, Tutu Puoane, Brussels Jazz Orchestra (2016)
- Smooth Shake - Bert Joris & Brussels Jazz Orchestra (2016)
- We Have A Dream - Tutu Puoane & Brussels Jazz Orchestra (2018)